# Одакле си, селе
Одакле си, селе је једанаести студијски албум певачице Снежане Ђуришић. Објављен је 1989. године у издању ПГП-РТБ и ово је био осми албум који је Снежана Ђуришић објавила за ову дискографску кућу. Албум је објављен као ЛП и касета, која је штампана у златном тиражу. Снежану је на свим песмама пратио Народни оркестар РТБ под управом Бранимира Ђокића.

## Песме на албуму
| Бр. | Песма                        | Композитор         | Текстописац       |
| --- | ---------------------------- | ------------------ | ----------------- |
| 1.  | Одакле си, селе              | народна            | Радојка Живковић  |
| 2.  | Каранфил се на пут спрема    | народна            | народна           |
| 3.  | Ајде, Като                   | народна            | народна           |
| 4.  | Хранила Миља славуја         | народна            | народна           |
| 5.  | Кишо, тихо падај             | народна            | народна           |
| 6.  | Мито, Митанче                | народна            | народна           |
| 7.  | Ој, ливадо, росна траво      | Драган Александрић | Радмила Бабић     |
| 8.  | Мене нана негује и гледа     | народна            | народна           |
| 9.  | Јутрос ми је ружа процветала | Петар Танасијевић  | Петар Танасијевић |
| 10. | Мори, Бојко                  | народна            | народна           |
| 11. | Ој, голубе, мој голубе       | народна            | народна           |

## Информације о албуму
- Продуцент: Благоје Петровић
- Аранжмани: Бранимир Ђокић
- Оркестар: Народни оркестар РТБ под управом Бранимира Ђокића
- Сниматељ: Драгољуб Лазаревић
- Фотографије: Ђани Гол
- Дизајн: Зорица Лакић[1]